# Grace a Frankie
Grace a Frankie (v anglickém originále Grace and Frankie) je americký komediální televizní seriál, který od roku 2015 vysílá televizní kanál Netflix. Titulní role ztvárnily Jane Fondová a Lily Tomlin. Dne 15. února 2018 bylo oznámeno, že seriál získal pátou řadu, která měla premiéru 18. ledna 2019. Objednání šesté řady proběhlo 15. ledna 2019.

## Příběh
Grace Hanson a Frankie Bergstein, jichž manželé jsou oba právníci a dlouholetí přátelé, se nikdy neměly příliš v lásce a raději se sobě navzájem vyhýbaly. Osud je však svede dohromady, když jim jejich manželé oznámí, že se s nimi po 40 letech manželství rozvedou. Udržují spolu už 20 let milostný poměr a nyní by se chtěli vzít. Grace a Frankie jsou nuceny bydlet v jednom domě na pláži, který si obě rodiny koupily na půl, a ani jedna se domu nechce vzdát. Šokující překvapení je to také pro Hansonovy dcery a Bergsteinovy syny. Ale i oba muži pozvolna zjišťují, že společné bydlení a přípravy na jejich svatbu nejsou prosty problémů. Navíc oba ke svým manželkám mají stále citový vztah.

## Postavy a obsazení
| Jane Fondová       | Grace Hanson        |
| Lily Tomlin        | Frankie Bergstein   |
| Sam Waterston      | Sol Bergstein       |
| Martin Sheen       | Robert Hanson       |
| Brooklyn Decker    | Mallory Hanson      |
| June Diane Raphael | Brianna Hanson      |
| Ethan Embry        | Coyote Bergstein    |
| Baron Vaughn       | Nwabudike Bergstein |

## Vysílání
| Řada | Díly | Premiéra na Netflixu |
| ---- | ---- | -------------------- |
| 1    | 13   | 8. května 2015       |
| 2    | 13   | 6. května 2016       |
| 3    | 13   | 24. března 2017      |
| 4    | 13   | 19. ledna 2018       |
| 5    | 13   | 18. ledna 2019       |
| 6    | 13   | 15. ledna 2020       |
| 7    | 4    | 13. srpna 2021       |
| 7    | 12   | 29. dubna 2022       |